# Glikoproteina P

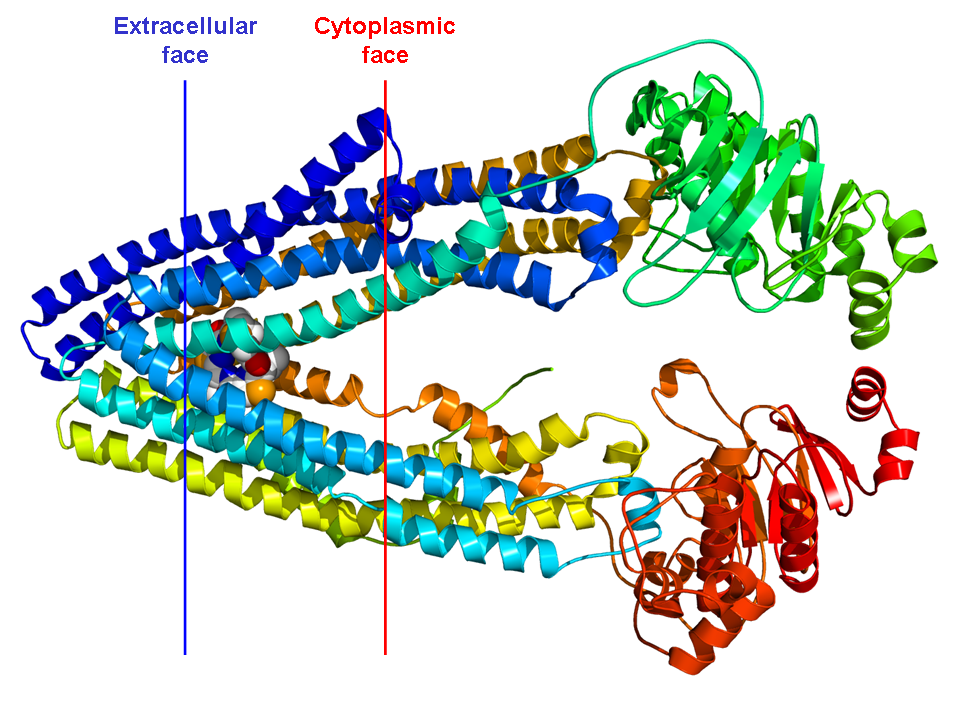
Model przestrzenny mysiego P-gp

Glikoproteina P (P-gp, Pgp) – białko zwierzęce umiejscowione w błonach komórkowych m.in. tkanek łożyska, przewodów żółciowych i trzustkowych, kanalików nerkowych dalszych, gruczołów nadnerczy, drobnych naczyniach krwionośnych mózgu, jelitach, a także w komórkach limfocytów. Glikoproteina P usuwa substancje obce dla organizmu (w tym leki) z wnętrza komórek, zapobiegając ich kumulacji i utrudniając osiąganie miejsc docelowych.

## Budowa i mechanizm działania
P-gp należy do rodziny transporterów ABC charakteryzujących się występowaniem wysoce konserwowanego motywu zwanego kasetą wiążącą ATP (ABC, z ang. ATP-binding cassette). Rodzinę ABC tworzą transportery błonowe, które biorą udział w przenoszeniu cząsteczek przez błonę komórkową wbrew gradientowi stężeń, zużywając przy tym energię pochodzącą z hydrolizy ATP. Do tej pory w ludzkim genomie zidentyfikowano 49 genów kodujących transportery ABC, które przydzielono do 7 podrodzin. P-gp jest pierwszym odkrytym członkiem podrodziny B dlatego też znana jest pod nazwą ABCB1 (z ang. ATP-binding cassette subfamily B member 1). Zwyczajowo nazywana jest też białkiem oporności wielolekowej 1 (MDR1, z ang. multidrug resistance protein 1) ze względu na związek z lekoopornością linii komórek nowotworowych, w których ulega nadekspresji.
P-gp kodowane jest przez gen ABCB1 zlokalizowany na 21 prążku długiego ramienia chromosomu 7. Składa się on z 28 eksonów o rozmiarach od 49 do 591 par zasad. Kodon inicjacji translacji ATG znajduje się w obrębie eksonu drugiego, stąd tylko 27 eksonów stanowi sekwencję kodującą białko. Na drodze translacji powstaje polipeptyd o długości około 1280 aminokwasów i masie cząsteczkowej 170 kDa.
P-gp to białko o symetrycznej budowie przypominającej szczęki. Każda połowa składa się z hydrofobowej domeny transbłonowej (TMD, z ang. transmembrane domain) oraz hydrofilowej domeny wiążącej nukleotyd (NBD, z ang. nucleotide-binding domain) znajdującej się po cytoplazmatycznej stronie błony komórkowej. Każdy element TMD zbudowany jest z 6 segmentów transbłonowych o strukturze α helisy.
Przyjmuje się, że mechanizm działania P-gp oparty jest na modelu hydrofobowej pompy próżniowej. Model ten zakłada, że substrat znajdujący się w cytoplazmie lub w wewnętrznej warstwie błony komórkowej oddziałuje z białkową kieszenią wiążącą lek, a następnie dzięki energii powstałej z hydrolizy ATP jest transportowany z do przestrzeni zewnątrzkomórkowej.

## Ekspresja i funkcja
W organizmie człowieka obecność P-gp została potwierdzona w wielu tkankach. P-gp znajduje się na wierzchołkowej stronie śródbłonka naczyń włosowatych współtworzących barierę krew-mózg. Taka lokalizacja umożliwia transport potencjalnie toksycznych substancji z powrotem do krwi, chroniąc przed ich przedostaniem się do centralnego układu nerwowego. P-gp występuje w nabłonku splotu naczyniówkowego, szpiku kostnym oraz współtworzy barierę krew-jądro. Ponadto u ciężarnych kobiet ulega ekspresji w komórkach łożyska i endometrium. Obecność P-gp w enterocytach rąbka szczoteczkowego jelita ogranicza wchłanianie ksenobiotyków z przewodu pokarmowego, zaś umiejscowienie po wierzchołkowej stronie hepatocytów umożliwia wydzielanie do żółci między innymi metabolitów drugiej fazy biotransformacji. W kanalikach proksymalnych nerek P-gp transportuje swoje substraty do światła kanalika umożliwiając ostatecznie ich wydalenie przez nerki. Rozmieszczenie białka P-gp sugeruje, że jego podstawową fizjologiczną rolą jest ochrona organizmu przed ksenobiotykami. W jelicie utrudnia wnikanie niebezpiecznych związków do organizmu, w barierach krew-tkanki zapewnia ochronę kluczowym i zarazem wrażliwym tkankom i narządom, zaś w jelicie, wątrobie i nerkach wspomaga proces eliminacji toksyn.
Glikoproteina P jest produkowana zarówno w komórkach zdrowych, jak i zmienionych nowotworowo. W komórkach nowotworowych ulega często nadekspresji, co może prowadzić do niepowodzenia chemioterapii. Glikoproteina P jest dobrze poznanym białkiem, ze względu na jej rolę w zjawisku oporności wielolekowej (MDR, z ang. multidrug resistance). Zachodzi ono, gdy komórki poddane działaniu jednego leku, stają się niewrażliwe na ten lek oraz na inne, niespokrewnione z nim strukturalnie czy funkcjonalnie leki. Interakcje między lekami mogą pojawić się w wyniku jednoczesnego zażywania induktorów lub inhibitorów glikoproteiny P oraz jej substratów. Po zastosowania jednego związku, będącego induktorem glikoproteiny P, białko to wykazuje zwiększoną ekspresję. Jeżeli podany zostanie drugi lek (substrat glikoproteiny P), będzie on w większym stopniu usuwany z komórek i terapia nie przyniesie oczekiwanych efektów.

## Substraty glikoproteiny P
Szerokie spektrum substancji będących substratami P-gp zawiera produkty metabolizmu, lipidy, sterole oraz ksenobiotyki. Do ostatniej z wymienionych grup należą zróżnicowane pod względem farmakologicznym leki, w tym leki przeciwzapalne, przeciwwirusowe i przeciwnowotworowe oraz antybiotyki i leki przeciwdepresyjne. Większość substancji transportowanych przez glikoproteinę P ma charakter hydrofobowy, w związku z czym przedostaje się do komórki głównie drogą dyfuzji biernej.
| Grupa leków                        | Przykłady                                                                               |
| ---------------------------------- | --------------------------------------------------------------------------------------- |
| przeciwnowotworowe                 | daktynomycyna, doksorubicyna, mitomycyna, paklitaksel, winblastyna, winkrystyna         |
| immunosupresyjne                   | cyklosporyna A, kwas mykofenolowy, sirolimus, takrolimus                                |
| antybiotyki                        | erytromycyna, klarytromycyna, lewofloksacyna, rifampicyna, sparfloksacyna, tetracyklina |
| obniżające ciśnienie tętnicze krwi | celiprolol, losartan, talinolol                                                         |
| przeciwdepresyjne                  | fluoksetyna, paroksetyna, sertralina                                                    |
| przeciwwirusowe                    | amprenawir, indinawir, nelfinawir, ritonawir                                            |
| przeciwbólowe                      | morfina                                                                                 |
| przeciwarytmiczne                  | amiodaron, digoksyna, propafenon, werapamil                                             |
| przeciwbiegunkowe                  | loperamid                                                                               |
| przeciwwymiotne                    | domperidon, ondansetron                                                                 |